# Multizelluläre Tumorsphäroide
Die Bezeichnung Multizelluläre Tumorsphäroide auch Tumorsphäroide, Sphäroide – (von engl.: „multicellular tumour spheroids“, MCTS) steht in der Zellbiologie für kugelförmige Aggregate, die aus mehreren Tausend Tumorzellen entstehen.
Multizelluläre Tumorsphäroide finden in Zellkulturlabors Anwendung als In-vitro-Modell zur Untersuchung von Tumorerkrankungen sowie zur Etablierung neuer therapeutischer Ansätze.

## Geschichte
Anfang des 20. Jahrhunderts leisteten Holtfreter und später Moscana die Pionierarbeit bei ihren Studien an sphärischen Aggregaten, die aus vereinzelten Embryo- sowie malignen Zellen entstanden. Später beschrieben Sutherland und Kollegen erste Bestrahlungsversuche an MCTS und etablierten diese als In-vitro-Modell für systematische Untersuchungen an Tumorzellen.

## Generierung
Oftmals zeichnen sich maligne Zelllinien dadurch aus, dass sie multizelluläre Sphäroide ausbilden können. Sphäroide lassen sich generieren, indem man eine Suspension von Zellen auf eine mit Agarose beschichtete Petrischale aussät. Nach einigen Tagen bilden sich mehrere kleine Tumorsphäroide, die jedoch unterschiedliche Durchmesser besitzen und nach Größe separiert werden müssen. Um eine einheitliche Sphäroidgröße zu gewährleisten, werden in einer alternativen Versuchsanordnung gleiche Volumen an Tumorzellsuspensionen in agarosebeschichtete Wells einer Mikrotiterplatte pipettiert. Es entsteht schließlich pro Well an der tiefsten Stelle der Krümmung jener Agaroseoberflächen nur ein Sphäroid. Des Weiteren können Sphäroide nach Initiierung auch in Spinnerflaschen überführt werden, wodurch eine bessere Nähr- und Sauerstoffversorgung der Zellen gewährleistet wird. Manche Zelllinien können auch direkt aus einer in Spinnerflaschen kultivierten Zellsuspension heraus Sphäroide ausbilden.

## Eigenschaften
MCTS besitzen eine kugelförmige Struktur. Die Proliferationsrate der Zellen in einem Sphäroid korreliert mit der Verfügbarkeit an Nährstoffen und Sauerstoff. Die äußere Schicht des Sphäroids besteht aus proliferierenden Tumorzellen. Die mittlere Schicht wird durch Zellen gebildet, die sich in der G0-Phase befinden. Aufgrund des zum Zentrum hin fallenden Nährstoff-, Metabolit- und Sauerstoffgradienten, kommt es in zentrumsnaher Umgebung zur Ausbildung einer Zentralnekrose.

## MCTS in der Anwendung
MCTS imitieren Minimetastasen und Bereiche solider Tumoren in vivo und stellen damit ein komplexeres und der In-vivo-Situation ähnlicheres Modell für eine Vielzahl von Anwendungsgebieten in der Tumorzellforschung dar, als Monolayerzellkulturen und Suspensionszellkultur. So gewinnen MCTS eine zunehmende Bedeutung in der Physiologie und Zellbiologie, sowie in der Immunologie, Molekularbiologie und Neurophysiologie. Gegenüber Xenograftmodellen ermöglichen MCTS durch einen gut kontrollierbaren Versuchsaufbau mit hoher Stückzahl eine hohe Durchsatzrate an Versuchen. Über das In-vitro-Modell kann man weitreichende Erkenntnisse über das Expressionsverhalten, die Signaltransduktion und den Metabolismus einer Zelllinie im dreidimensionalen Zellverband gewinnen. Ein breites Spektrum an potenziellen Anti-Tumor-Therapeutika können mit MCTS auf ihre Wirksamkeit getestet werden. Als Beispiele sind Naturstoffextrakte aus Grünem Tee zu nennen. Ebenso können Makromoleküle z. B. in Form von polymeren Nanopartikeln auf ihr zytotoxisches Verhalten gegenüber Tumorsphäroide untersucht werden. Auch in der Tumorimmunologie nehmen MCTS zunehmend eine Schlüsselposition ein. So kann die Effizienz von therapeutischen Antikörpern bei der Aktivierung des Immunsystems untersucht werden, wenn man diese mit MCTS und PBMCs (von engl.: „Peripheral Blood Mononuclear Cell“, „Periphere mononukleäre Blutzellen“) kokultiviert.